# باریکه سوئز

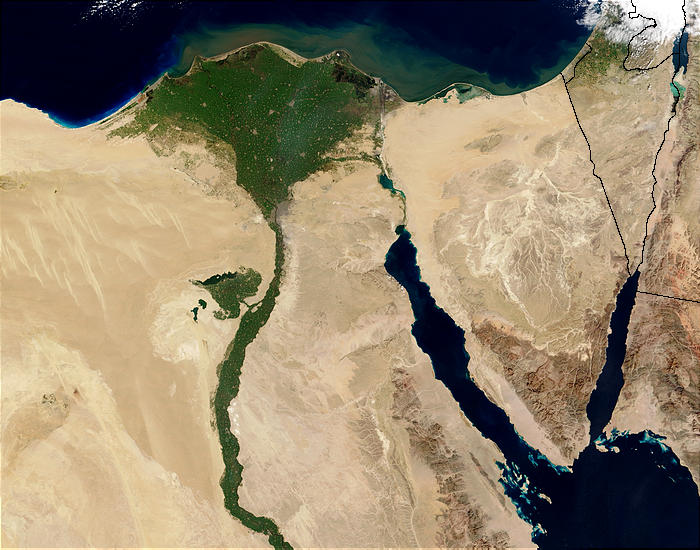
نمایی از باریکه سوئز، خشکی باریکی به طول ۱۲۵ کیلومتر - ۲۰۰۳

باریکه سوئز، خشکی باریکی است به طول ۱۲۵ کیلومتر که بین دریای مدیترانه از شمال و دریای سرخ از جنوب واقع شده و ارتباط قاره آفریقا در شرق و آسیا در غرب را برقرار می‌کند. این باریکه در کشور مصر قرار دارد و کانال سوئز را شامل می‌شود و دریاهای مدیترانه و سرخ را به هم پیوند می‌دهد. مانند بسیاری از باریکه های خاکی از ارزش استراتژیک بالایی برخوردار است.
هر دو قاره قبلاً توده‌های بزرگ قاره‌ای بوده‌اند. در دوره‌های زمین‌شناسی پالئوژن و نئوژن در حدود ۶۵ تا ۲٫۶ میلیون سال پیش، گسل بزرگ دریای سرخ و خلیج عقبه توسعه یافت.